# Fockendorf
Fockendorf is een gemeente in de Duitse deelstaat Thüringen, en maakt deel uit van de Landkreis Altenburger Land.
Fockendorf telt 782 inwoners.